# Нижній Кручов
Нижній Кручов (словац. Nižný Kručov) — село в Словаччині, Врановському окрузі Пряшівського краю. Розташоване в східній частині Словаччини в північному куті Східнословацької низовини на березі Теплої.
Уперше згадується у 1327 році.
У селі є римо-католицький костел (1796) в стилі класицизму.

## Населення
| Рік:            | 1994. | 2004.   | 2014.   | 2024.   |
| --------------- | ----- | ------- | ------- | ------- |
| Кількість осіб: | 385   | 387     | 418     | 386     |
| Різниця:        |       | +0,51 % | +8,01 % | -7,65 % |

| Рік:            | 2023. | 2024.   |
| --------------- | ----- | ------- |
| Кількість осіб: | 391   | 386     |
| Різниця:        |       | -1,27 % |

У селі проживає 415 осіб.
Національний склад населення (за даними перепису 2001 року):
- словаки — 99,23 %,
- чехи — 0,51 %,
- німці — 0,26 %.

Склад населення за приналежністю до релігії станом на 2001 рік:
- римо-католики — 69,64 %,
- протестанти — 18,62 %,
- греко-католики — 8,67 %,
- не вважають себе вірянами або не належать до жодної вищезгаданої конфесії — 1,02 %.